# ニノスラフ・マリナ
ニノスラフ・マリナ（Ninoslav Marina 1974年9月25日、マケドニア・スコピエ生まれ）はマケドニアのオフリドにある科学情報技術大学の学長。

## 人物
電気工学をスコピエ大学（UKIM Skopije）で学んだ後、ヘルシンキにあるノキアリサーチセンターと協力し無線通信への応用と情報理論に関する学位論文をまとめ、2004年にスイス連邦工科大学（École Polytechnique Fédérale de Lausanne (EPFL)）で博士の学位を取得した。学位取得後（2005—2007年）の2年は、R&D at Sowoon Technologiesで働き，その後の2年（2007-2008年）はハワイ大学（the University of Hawaii）で訪問研究者として、2008-2009年にはオスロ大学（the University of Oslo）でポスドク研究者として研究に従事している。さらに2010-2012年にはプリンストン大学（Princeton University）の訪問ポスドク研究者となり、現在に至っている。
彼はこれまでに20以上（アメリカ合衆国、日本、イギリス、イスラエル、ロシア、ブラジル、香港、ノルウェー、フィンランド、ポルトガル、チェコなど）の世界の大学で客員教授を務めてきた。さらに、スイスCTIやスイスNSF、欧州宇宙機関など、学術界と産業界の両方で、様々な公的助成機関からうける資金調達においても優れた経歴の持ち主でもある。また、欧州委員会が実施する第6回・第7回フレームワークプログラムの専門家や評者の評価者としての実績もあわせもっている。さらに、電気電子技術者協会（the Institute of Electrical and Electronics Engineers (IEEE)）のシニアメンバーであり、またIEEE情報理論学会マケドニア支部（the Macedonian Chapter of the IEEE Information Theory Society）の共同設立者の一人でもある。

## 多言語ウィキペディア・外部リンク
- スコピエ（英語版ウィキペディア）
- マケドニア共和国（英語版ウィキペディア）
- 科学情報技術大学
- オフリド（英語版ウィキペディア）
- 電気工学
- UKIM Skopje
- École Polytechnique Fédérale de Lausanne (EPFL)
- ノキアリサーチセンター
- ハワイ大学
- オスロ大学
- プリンストン大学
- Commission for Technology and Innovation - CTI
- Swiss National Science Foundation - NSF
- European Commission
- 欧州宇宙機関
- 欧州委員会が実施する第6回
- 欧州委員会が実施する第7回
- 電気電子技術者協会
- IEEE情報理論学会